# Eugène Aujaleu
Eugène Aujaleu, né le 29 octobre 1903 à Nègrepelisse (Tarn-et-Garonne) et mort le 26 août 1990 à Gambais (Yvelines), est un médecin et responsable français de la santé publique. Il fut le premier directeur général de la Santé de 1956 à 1964 puis le premier directeur général de l'INSERM de 1964 à 1969.

## Biographie
Eugène Aujaleu fait ses études de médecine à la Faculté de médecine de Toulouse (thèse en 1928). Il s'oriente vers le domaine de l'infectiologie et devient professeur agrégé à l'Hôpital du Val-de-Grâce en 1936 dont il dirige la chaire d'épidémiologie ainsi que le service de phtisiologie de l'hôpital militaire de Percy. Durant la Seconde Guerre mondiale, il prend la direction des services d'hygiène et d'épidémiologie des Armées françaises puis en 1941, est nommé Inspecteur général de la santé publique. Présent par hasard à Alger lors de l'arrivée des troupes alliées en 1942, il les rejoint et devient le responsable sanitaire civil des territoires libérés. Il prend de nouvelles responsabilités dans le domaine de la santé publique auprès du Comité français de la Libération nationale. À la libération, il est nommé directeur de l'hygiène sociale au ministère de la Santé publique et de la Population.
En 1956, il est le premier directeur général de la Santé, poste au sein duquel il sera un des grands artisans, avec Robert Debré de la réforme des études médicales, du système de santé, de la création des CHU (centres hospitaliers universitaires). Il joue un rôle majeur dans la réforme de la psychiatrie publique au travers de la circulaire du 15 mars 1960,.
Lors de la création de l'INSERM, émanation de l'Institut national d'hygiène dirigé par Louis Bugnard, il en prend la première direction en 1964 et pose toutes les bases du fonctionnement administratif et les objectifs du nouvel institut qui se tourne non plus seulement vers la prévention et les études statistiques, mais désormais essentiellement vers la recherche en biologie et en médecine. Il quitte son poste en 1969 et est remplacé par Constant Burg.
Eugène Aujaleu termine sa carrière comme conseiller d'État et représentant de la France à l'Organisation mondiale de la santé jusqu'en 1982.

## Prix et distinctions
- 1971 :  Prix de la Fondation Léon-Bernard (OMS)[7]
- Grand officier de la Légion d'honneur
- Grand-croix de l'ordre national du Mérite
- Médaille d'honneur du service de santé militaire, échelon vermeil (1953)[8]